# Ildebrando (nome)
Ildebrando  è un nome proprio di persona italiano maschile.

## Varianti
- Maschili: Ildeprando
  - Alterati: Ildebrandino
  - Ipocoristici: Bando, Brando
- Femminili: Ildebranda[2]

### Varianti in altre lingue
- Catalano: Hildebrand[4]
- Germanico: Hildebrand[1][5]
- Spagnolo: Hildebrando[4]
- Tedesco: Hildebrand[5]

## Origine e diffusione
Continua il nome germanico Hildebrand che, composto dalle radici hild (o hildi, "battaglia", "guerra") e brand (o branda, brant, "spada"), può essere interpretato come "spada della battaglia", "spada del guerriero" o, in senso lato, "guerriero fino al midollo". Alcune fonti identificano invece il secondo elemento con brand ("fuoco").
La sua diffusione in epoca medievale è dovuta principalmente al culto di sant'Ildebrando; così si chiamò anche Ildebrando da Soana prima di salire al soglio pontificio col nome Gregorio VII. In Italia il nome venne importato dai Franchi; "Ildebrando" si è attestata come forma dotta, mentre nell'uso comune il nome è generalmente mutato in Aldobrando (che può però avere anche un'altra origine).

## Onomastico
L'onomastico si può festeggiare in memoria di più santi, alle date seguenti:
- 11 aprile, sant'Ildebrando, abate cistercense di Saint-Gilles, martirizzato dagli albigesi[4][7]
- 1º maggio, sant'Aldebrando o Ildebrando, vescovo di Fossombrone[8].
- 22 agosto, sant'Ildebrando, vescovo di Bagnoregio[3][9]

## Persone

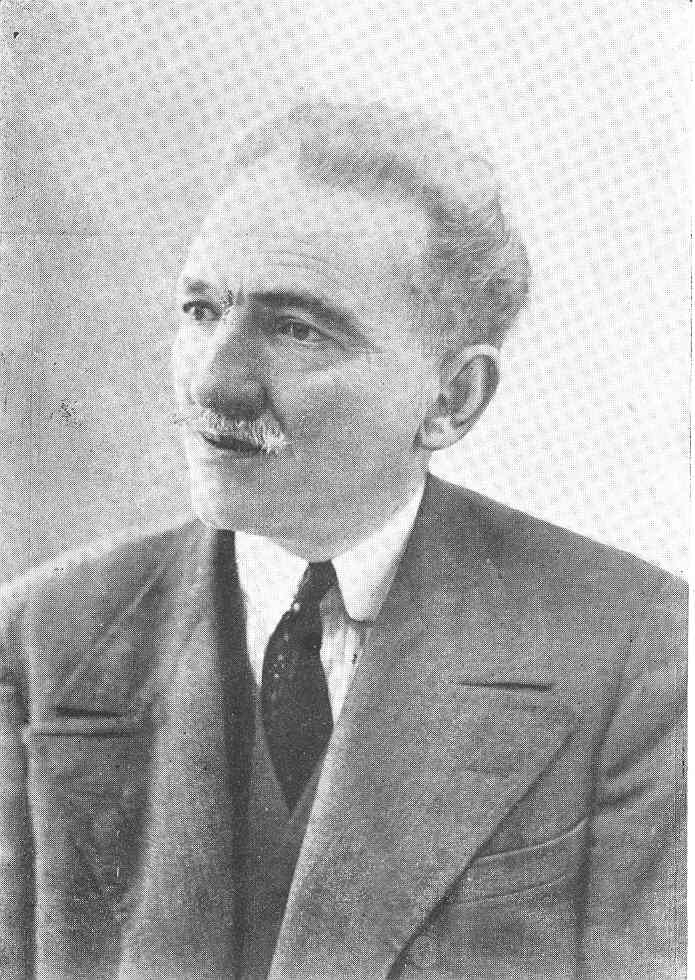
Ildebrando Cocconi

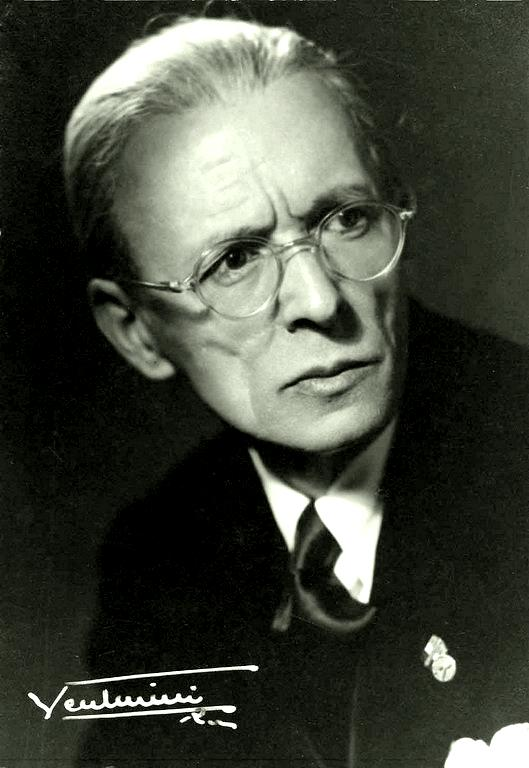
Ildebrando Pizzetti

- Ildebrando, re dei Longobardi e re d'Italia
- Ildebrando di Soana, divenuto papa col nome di Gregorio VII
- Ildebrando Antoniutti, cardinale e arcivescovo cattolico italiano
- Ildebrando Cocconi, avvocato e scrittore italiano
- Ildebrando D'Arcangelo, basso italiano
- Ildebrando de Hemptinne, abate belga
- Ildebrando Goiran, ammiraglio italiano
- Ildebrando Gregori, presbiterio italiano
- Ildebrando Imberciadori, storico italiano
- Ildebrando Malavolta, militare e aviatore italiano
- Ildebrando Pizzetti, compositore, musicologo e critico musicale italiano
- Ildebrando Tacconi, docente, storico e letterato italiano
- Ildebrando Vannucci, vescovo cattolico italiano

### Variante Ildebrandino
- Ildebrandino Conti, vescovo cattolico italiano
- Ildebrandino Guidi di Romena, vescovo cattolico italiano
- Ildebrandino Novello, nobile italiano